# Tuberculobasis arara
Tuberculobasis arara là một loài chuồn chuồn kim trong họ Coenagrionidae.
Tuberculobasis arara được miêu tả khoa học năm 2009 bởi Machado.